# Lorenzo Squizzi
Lorenzo Squizzi (né le 20 juin 1974 à Domodossola dans le Piémont) est un joueur de football italien, qui évolue au poste de gardien de but.

## Palmarès
- Serie A : 1995
- Serie B : 2008